# Arboretum du château de Neuvic d'Ussel
 (septembre 2020).
Si vous disposez d'ouvrages ou d'articles de référence ou si vous connaissez des sites web de qualité traitant du thème abordé ici, merci de compléter l'article en donnant les références utiles à sa vérifiabilité et en les liant à la section « Notes et références ».
L'arboretum du château de Neuvic d'Ussel, d'une superficie de 6,5 ha, est situé dans le domaine du château de Neuvic d’Ussel en  Corrèze dans le Limousin aux confins de l'Auvergne. C'est un parc paysager agricole. Il s'étend dans un relief très vallonné, avec un point culminant à 634 m. Selon la tradition des parcs à l'anglaise il offre des paysages variés, qui se succèdent lorsque l'on parcourt les 3 km d'allées herbacées. Il a une forme en haricot et possède une pièce d'eau. Près du château, un verger de plein vent et un jardin de curé créé en 2011 complètent la visite. 
Environ 370 essences d'arbres et arbustes y sont représentées. Le parc est une propriété privée, il appartient à la famille d'Ussel. 
Il est ouvert au public depuis 2007.
L'origine de l'arboretum remonte à 1830. Jean-Hyacinthe d’Ussel (1809-1891), descendant d’une des plus anciennes familles de la région, entreprit la création du parc dès la reconstruction de la maison après l’incendie de 1822. Ce sinistre détruisit en partie la ville de Neuvic. 
Depuis 2007, Béatrix d’Ussel, responsable du domaine, en a assuré la restauration, grâce aux conseils du paysagiste Laurent Berthelier et au soutien de la DRAC Limousin. Plus de 200 espèces d’arbres et arbustes ont été replantées et les chantiers d’embellissement se sont succédé pendant 14 ans. Elle est maintenant achevée. 
Récompensé par l’obtention du label « Jardin remarquable » depuis 2007, l’arboretum a été ouvert à la visite. Depuis  2018, il est Inscrit au titre des Monuments Historiques  en tant que "Modèle du XIXe siècle". 

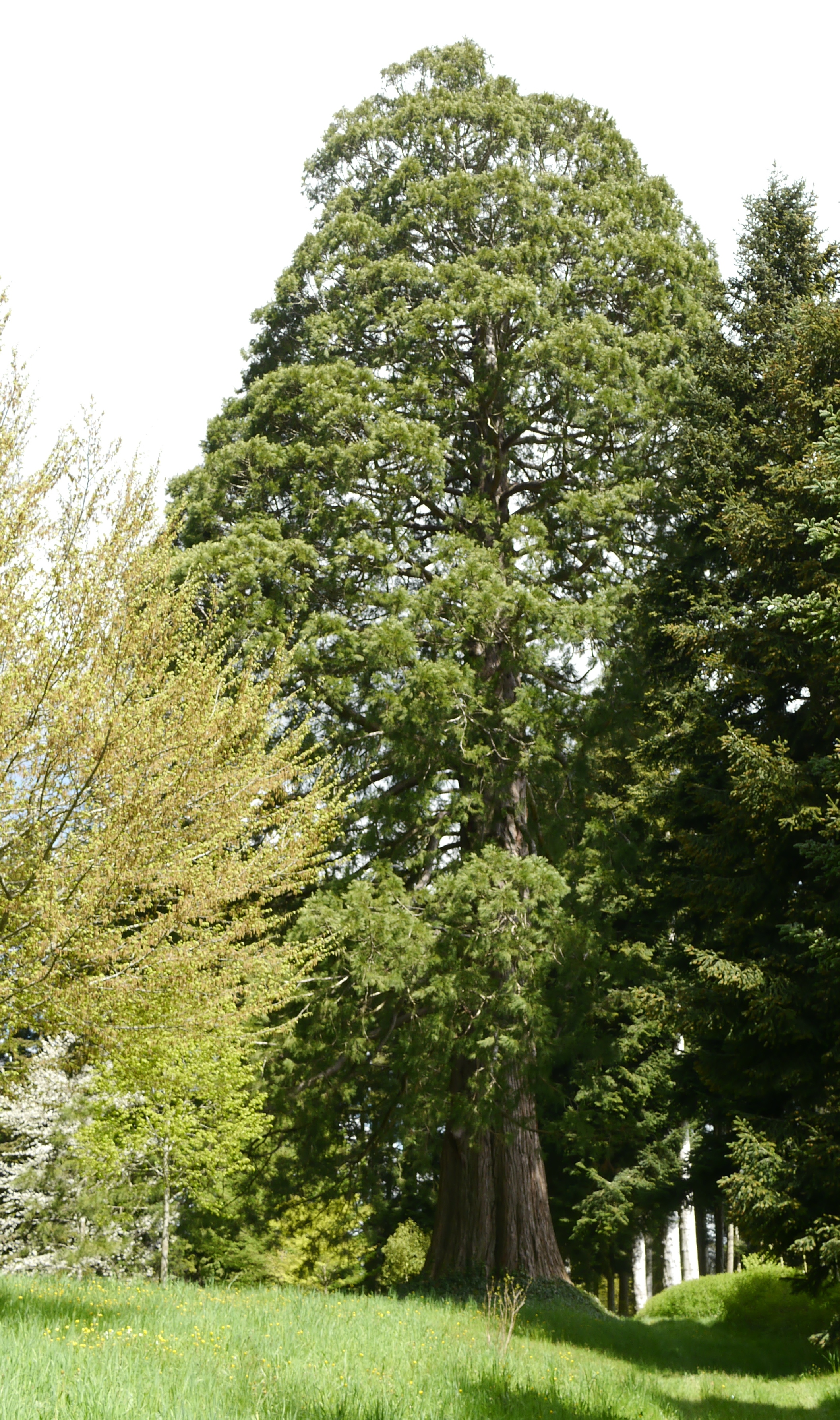

## Parc paysager et agricole à l'anglaise
C'est un parc agricole et paysager situé en milieu urbain. Il possède certaines caractéristiques des jardins à l'anglaise. Il reprend les principes des parcs de Paul de Lavenne de Choulot. Son dessin en forme de haricot s’articule autour de la pièce d’eau. Trois zones bien distinctes présentent des paysages très variés : la prairie, la croupe et le fond du parc.
L'historique exact de la création du parc est encore peu connu les plans initiaux n'ayant pas été retrouvés. Toutefois le parcours de son créateur Jean-Hyacinthe d'Ussel éclaire sans doute cette genèse. En effet, il est à l'origine de l'introduction des résineux dans la région et fut le directeur de la ferme-école des Plaines :  devenue depuis le Lycée Agricole Henri Queuille de Neuvic. C'est donc un homme très intéressé par les arbres et les techniques agricoles qui a planté le parc.
Éléments remarquables : bassin "cache-beurre", urne funéraire gallo-romaine, fabriques : volière en granit, kiosque en châtaignier (refait suivant le modèle initial en 2015), oratoire Sainte Anne créé en 2014.

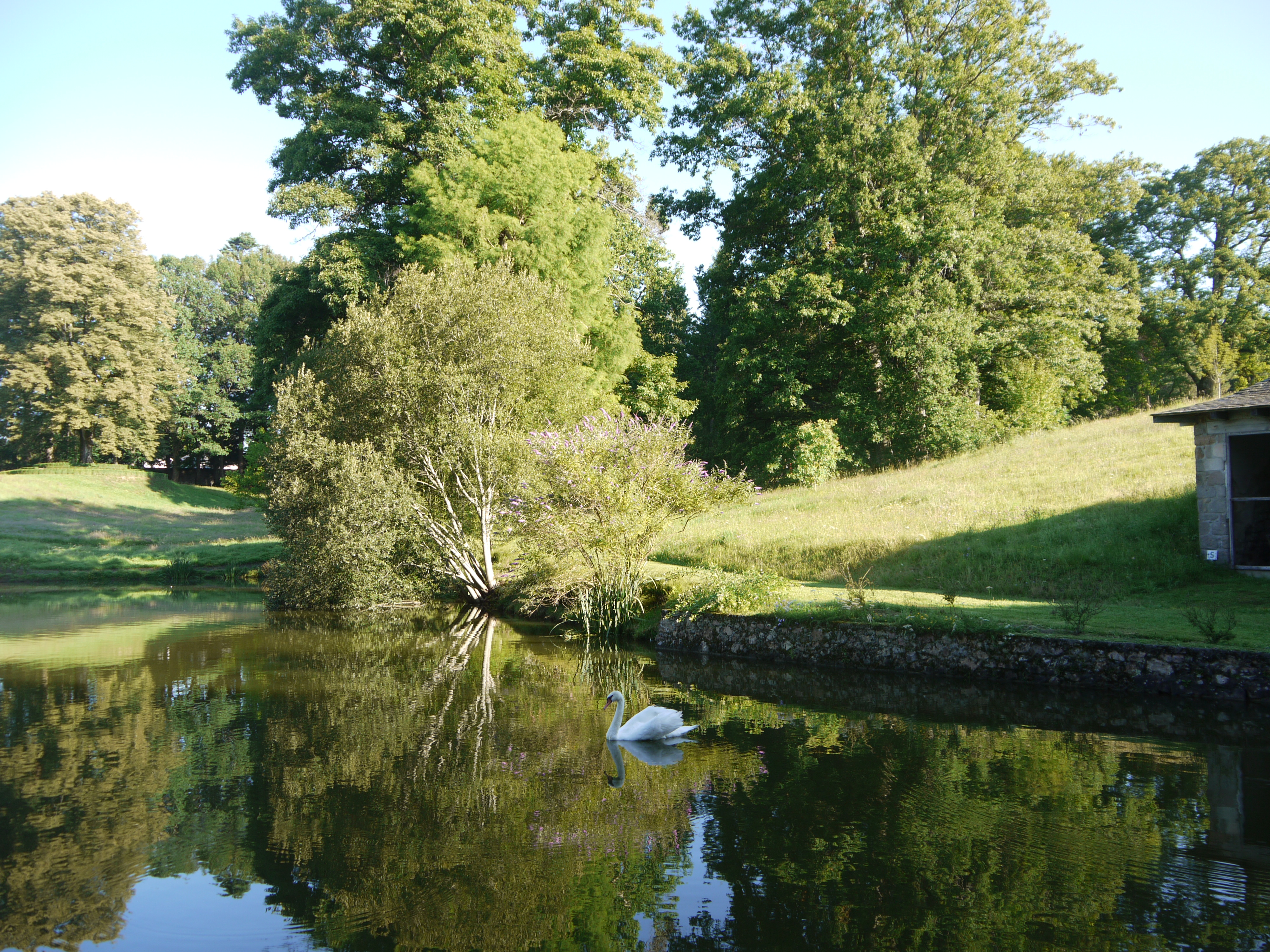
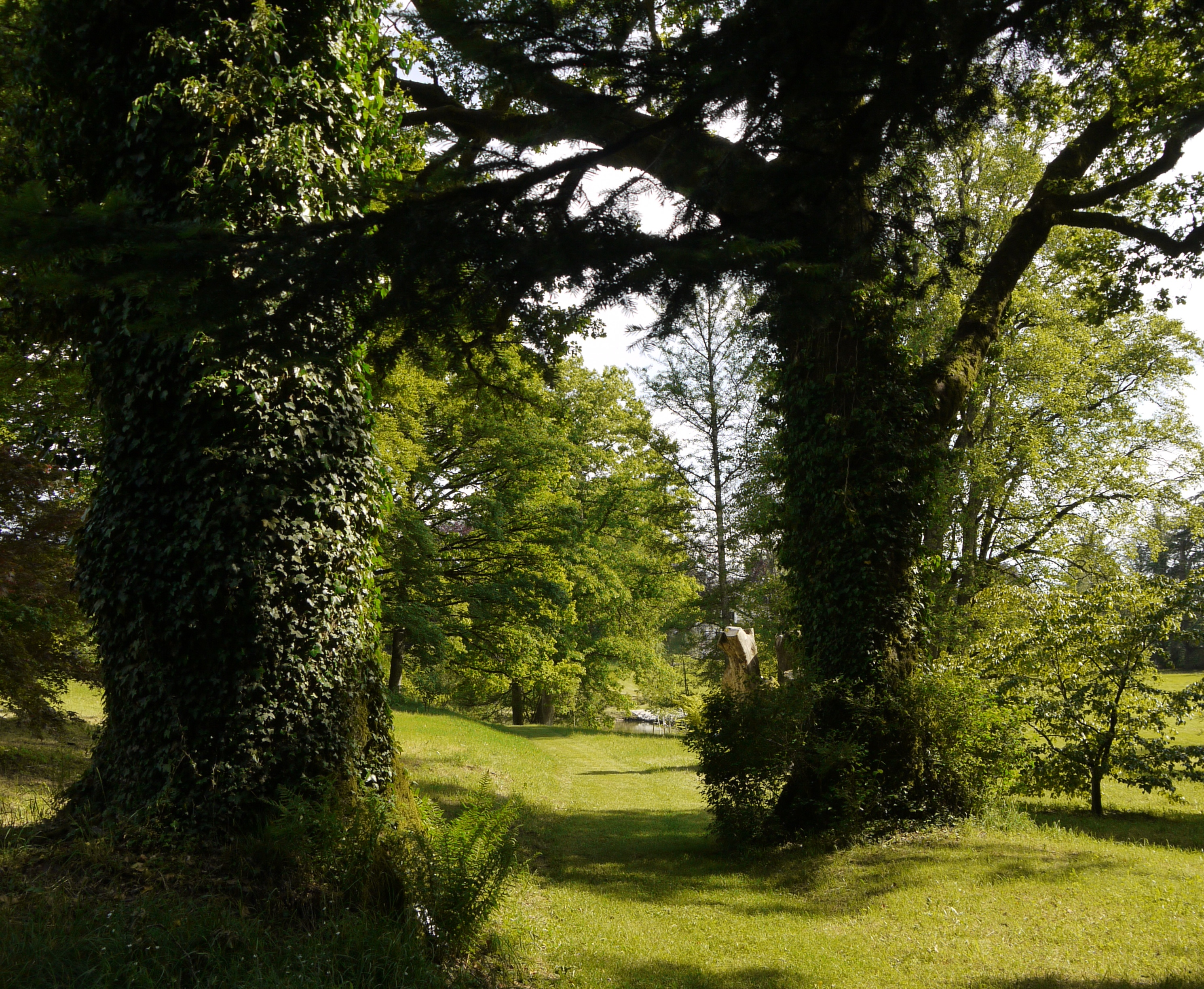
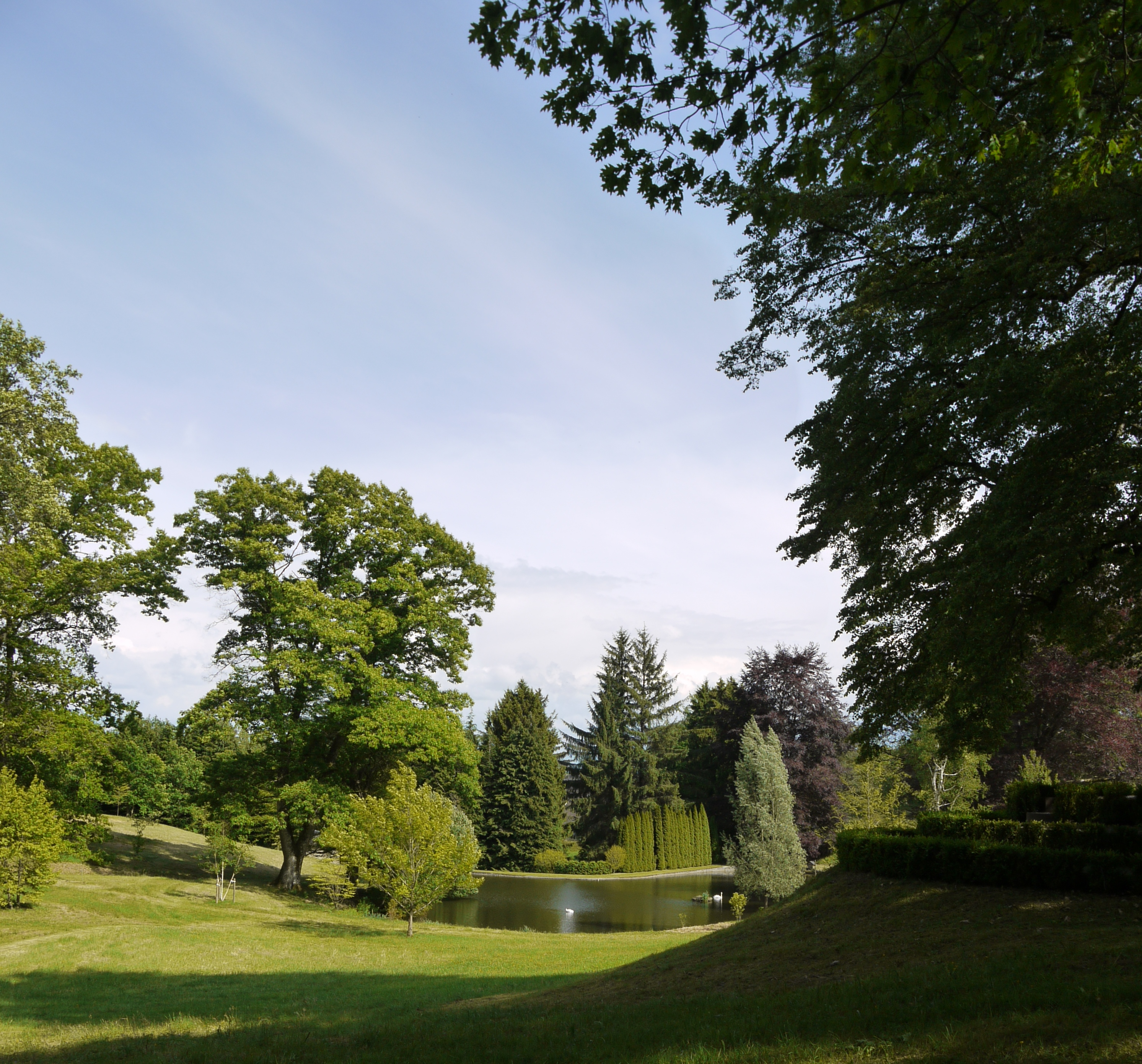

## Arbres remarquables
La plupart des très grands sujets ont été plantés entre 1830 et 1870. Huit arbres remarquables s'y trouvent : un mélèze d’Europe : hauteur 40 m, circonférence 4,10 m, un tilleul à petites feuilles  : hauteur 36 m, circonférence 3,60 m, un sapin de Vancouver : hauteur 50 m, circonférence 3,00 m. Deux hêtres pourpres, un tulipier de Virginie : hauteur 36 m, circonférence 5,50 m, un cyprès de Lawson : hauteur 34 m, circonférence du tronc principal 4,25 m, sept troncs secondaires, un séquoia géant : hauteur 40 m, circonférence 10,40 m.
Le séquoia géant est répertorié comme l'un des plus gros de France : il est le 6e sur la liste de Sequoias.eu.
L'ensemble des arbres du château de Neuvic d'Ussel, a reçu le label Arbre Remarquable de France par l'association A.R.B.R.E.S., en octobre 2008. 

## Jardin de curé

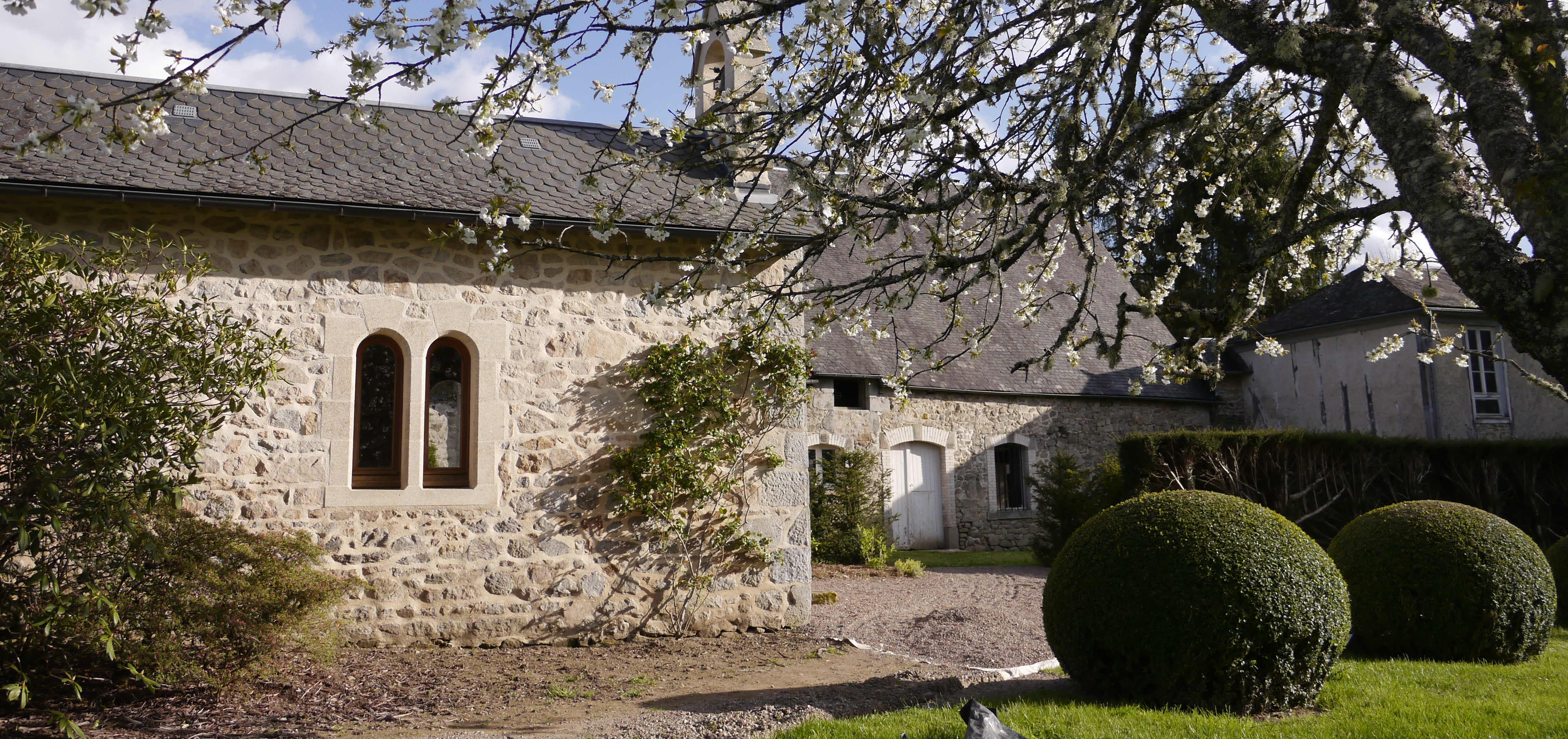
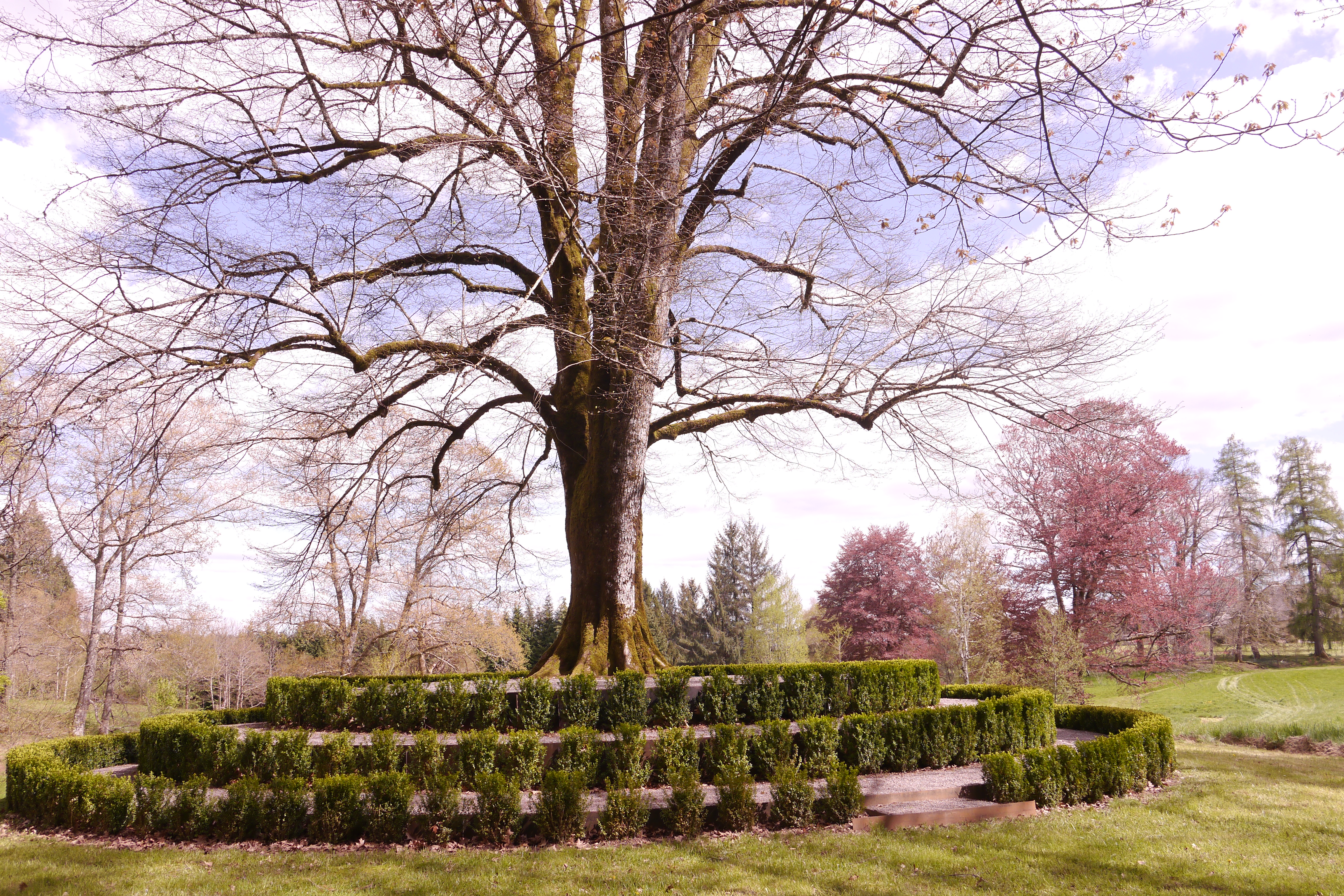

Le parc possède également un jardin de curé créé en 2011 dans un petit enclos de 350m2, situé près de la  chapelle Saint-Guillaume aménagée dans un ancien édifice agricole. Ce jardin est composé de 10 carrés de légumes et d'une plate-bande de « simples » servant à soigner et d’herbes aromatiques nécessaires pour la cuisine. Les plates-bandes de fleurs courent le long des murs qui le bordent. De nombreuses fleurs et plantes portent des noms ayant un lien avec le monde spirituel. 
Distinctions :
L'arboretum du château de Neuvic d’Ussel, est classé Jardin remarquable de France. Il est l'un des dix sites du Limousin à bénéficier de ce label en 2021. 
Le château de Neuvic d’Ussel est inscrit au titre des monuments historiques par arrêté du 2 juillet 2018 (Façades et toitures des bâtiments du domaine du château de Neuvic d'Ussel, ainsi que le parc avec son mur d'enceinte et ses portails situés place de la Mairie),.
Accès : Le parc est situé dans le centre de Neuvic, son entrée se trouve : 2 avenue des Marronniers. Il est ouvert tous les jours du 15 juillet au 31 août et pour les Rendez-vous au jardin au printemps et lors des Journées Européennes du Patrimoine. Les groupes sont accueillis sur rendez-vous du 1er juin au 31 octobre. L'entrée est payante.